# Руй Кошта
Руй Кошта (порт. Rui Costa, нар. 29 березня 1972, Лісабон) — португальський футболіст, півзахисник. По завершенні ігрової кар'єри — спортивний функціонер.
Як гравець насамперед відомий виступами за клуби «Фіорентина» та «Мілан», а також національну збірну Португалії.
Володар Кубка Португалії. Чемпіон Португалії. Триразовий володар Кубка Італії. Дворазовий володар Суперкубка Італії з футболу. Чемпіон Італії. Переможець Ліги чемпіонів УЄФА. Володар Суперкубка УЄФА.

## Клубна кар'єра
Вихованець футбольної школи клубу «Бенфіка».
У дорослому футболі дебютував 1990 року виступами за команду клубу «Фафе», в якій провів один сезон, взявши участь у 38 матчах чемпіонату.
Протягом 1991—1994 років захищав кольори команди клубу «Бенфіка». За цей час виборов титул чемпіона Португалії.
Своєю грою за останню команду привернув увагу представників тренерського штабу клубу «Фіорентина», до складу якого приєднався 1994 року. Відіграв за «фіалок» наступні сім сезонів своєї ігрової кар'єри. Більшість часу, проведеного у складі «Фіорентини», був основним гравцем команди. За цей час додав до переліку своїх трофеїв два титули володаря Кубка Італії, ставав володарем Суперкубка Італії з футболу.
У 2001 році уклав контракт з клубом «Мілан», у складі якого провів наступні п'ять років своєї кар'єри гравця. Граючи у складі «Мілана» також здебільшого виходив на поле в основному складі команди. За цей час додав до переліку своїх трофеїв ще один титул володаря Кубка Італії, знову ставав володарем Суперкубка Італії з футболу, чемпіоном Італії, переможцем Ліги чемпіонів УЄФА, володарем Суперкубка УЄФА.
Завершив професійну ігрову кар'єру у клубі «Бенфіка», у складі якого вже виступав раніше. Прийшов до команди 2006 року, захищав її кольори до припинення виступів на професійному рівні у 2008.

## Виступи за збірну
У 1993 році дебютував в офіційних матчах у складі національної збірної Португалії. Протягом кар'єри у національній команді, яка тривала 12 років, провів у формі головної команди країни 94 матчі, забивши 26 голів.
У складі збірної був учасником чемпіонату Європи 1996 року в Англії, чемпіонату Європи 2000 року у Бельгії та Нідерландах, на якому команда здобула бронзові нагороди, чемпіонату світу 2002 року в Японії і Південній Кореї, чемпіонату Європи 2004 року у Португалії, де разом з командою здобув «срібло».

## Статистика виступів

### Статистика клубних виступів
| Сезон               | Команда             | Чемпіонат           | Чемпіонат | Чемпіонат | Coppa nazionale | Coppa nazionale | Coppa nazionale | Coppe internazionali | Coppe internazionali | Coppe internazionali | Інші змагання | Інші змагання | Інші змагання | Усього | Усього |
| Сезон               | Команда             | Ліга                | Ігор      | Голів     | Ліга            | Ігор            | Голів           | Ліга                 | Ігор                 | Голів                | Ліга          | Ігор          | Голів         | Ігор   | Голів  |
| ------------------- | ------------------- | ------------------- | --------- | --------- | --------------- | --------------- | --------------- | -------------------- | -------------------- | -------------------- | ------------- | ------------- | ------------- | ------ | ------ |
| 1990-1991           | «Фафе»              | SD                  | 38        | 6         | -               | -               | -               | -                    | -                    | -                    | -             | -             | -             | 38     | 6      |
| 1991-1992           | «Бенфіка»           | SL                  | 21        | 4         | КП              | 3               | 0               | КЧ                   | 7                    | 0                    | -             | -             | -             | 31     | 4      |
| 1992-1993           | «Бенфіка»           | SL                  | 23        | 4         | КП              | 4               | 1               | КУЄФА                | 4                    | 0                    | -             | -             | -             | 31     | 5      |
| 1993-1994           | «Бенфіка»           | SL                  | 34        | 5         | КП              | 3               | 1               | КВК                  | 8                    | 4                    | -             | -             | -             | 45     | 10     |
| 1994–95             | «Фіорентина»        | A                   | 31        | 9         | КІ              | 4               | 0               | -                    | -                    | -                    | -             | -             | -             | 35     | 9      |
| 1995–96             | «Фіорентина»        | A                   | 34        | 4         | КІ              | 7               | 2               | -                    | -                    | -                    | -             | -             | -             | 41     | 6      |
| 1996–97             | «Фіорентина»        | A                   | 28        | 2         | КІ              | 1               | 0               | КВК                  | 8                    | 0                    | СІ            | 1             | 0             | 38     | 2      |
| 1997–98             | «Фіорентина»        | A                   | 32        | 3         | КІ              | 5               | 2               | -                    | -                    | -                    | -             | -             | -             | 37     | 5      |
| 1998–99             | «Фіорентина»        | A                   | 31        | 10        | КІ              | 7               | 4               | КУЄФА                | 1                    | 0                    | -             | -             | -             | 39     | 14     |
| 1999–00             | «Фіорентина»        | A                   | 30        | 4         | КІ              | 4               | 0               | ЛЧ                   | 14                   | 2                    | -             | -             | -             | 48     | 6      |
| 2000–01             | «Фіорентина»        | A                   | 29        | 6         | КІ              | 7               | 2               | КУЄФА                | 2                    | 0                    | -             | -             | -             | 38     | 8      |
| Усього «Фіорентина» | Усього «Фіорентина» | Усього «Фіорентина» | 215       | 38        |                 | 35              | 10              |                      | 25                   | 2                    |               | 1             | 0             | 276    | 50     |
| 2001–02             | «Мілан»             | A                   | 22        | 0         | КІ              | 1               | 0               | КУЄФА                | 10                   | 3                    | -             | -             | -             | 33     | 3      |
| 2002–03             | «Мілан»             | A                   | 25        | 0         | КІ              | 5               | 1               | ЛЧ                   | 18                   | 0                    | -             | -             | -             | 48     | 1      |
| 2003–04             | «Мілан»             | A                   | 28        | 3         | КІ              | 4               | 0               | ЛЧ                   | 6                    | 0                    | СІ+СУ+МКК     | 3             | 0             | 41     | 3      |
| 2004–05             | «Мілан»             | A                   | 24        | 1         | КІ              | 4               | 0               | ЛЧ                   | 9                    | 0                    | СІ            | 1             | 0             | 38     | 1      |
| 2005–06             | «Мілан»             | A                   | 25        | 0         | КІ              | 3               | 3               | ЛЧ                   | 4                    | 0                    | -             | -             | -             | 32     | 3      |
| Усього «Мілан»      | Усього «Мілан»      | Усього «Мілан»      | 124       | 4         |                 | 17              | 4               |                      | 47                   | 3                    |               | 4             | 0             | 192    | 11     |
| 2006–07             | «Бенфіка»           | SL                  | 14        | 0         | КП              | 3               | 0               | ЛЧ                   | 5                    | 1                    | -             | -             | -             | 22     | 1      |
| 2007–08             | «Бенфіка»           | SL                  | 29        | 5         | КП              | 4               | 3               | ЛЧ+КУЄФА             | 7+5                  | 1+1                  | -             | -             | -             | 45     | 10     |
| Усього «Бенфіка»    | Усього «Бенфіка»    | Усього «Бенфіка»    | 121       | 18        |                 | 17              | 5               |                      | 36                   | 7                    |               |               |               | 174    | 30     |
| Усього              | Усього              | Усього              | 498       | 66        |                 | 69              | 19              |                      | 108                  | 12                   |               | 5             | 0             | 680    | 97     |

## Титули і досягнення
- Молодіжний чемпіон світу: 1991
- Володар Кубка Португалії (1):

«Бенфіка»: 1992–93
- Чемпіон Португалії (1):

«Бенфіка»: 1993–94
- Володар Кубка Італії (3):

«Фіорентіна»: 1995–96, 2000–01
«Мілан»: 2002–03
- Володар Суперкубка Італії з футболу (2):

«Фіорентіна»: 1996
«Мілан»: 2004
- Чемпіон Італії (1):

«Мілан»: 2003–04
- Переможець Ліги чемпіонів УЄФА (1):

«Мілан»: 2002–03
- Володар Суперкубка УЄФА (1):

«Мілан»: 2003
- Віце-чемпіон Європи: 2004